# Marcador de tema
Un marcador de tema es una partícula gramatical de los idiomas japonés y coreano que se usan para marcar el tema de una frase. Éste, a menudo se superpone con el sujeto de la frase, causando confusión entre los estudiantes, sobre todo en aquellos que hablan lenguas que carecen de partícula de tema. Sin embargo, su forma es distinta del sujeto porque pone más énfasis en el artículo.

## Japonés: は
El marcador de tema es una de las muchas partículas japonesas. Se escribe con el hiragana は, que normalmente se pronuncia como ha, pero cuando se usa como partícula se pronuncia wa.  Se coloca justo después de la palabra marcada como tema.
En el castellano es difícil diferenciar el tema del sujeto ya que suelen recaer ambos en la misma palabra, aunque tema y sujeto no son exactamente lo mismo y conviene tenerlo en cuenta, en el japonés el sujeto se marca con la partícula が ga

### Ejemplo
He aquí algunos ejemplos de su uso:
En el siguiente ejemplo, "coche" (車 kuruma) es el sujeto, y está marcado como tema.  
| 車                 | は                 | 新しい    | です。 |
| kuruma             | wa                 | atarashii | desu.  |
| coche              | [marcador de tema] | nuevo     | es.    |
| El coche es nuevo. |                    |           |        |

En el siguiente ejemplo, "ahora" (今 ima) es un adverbio, y normalmente no se marca con una partícula, pero se marca como tema para dar énfasis.
| 今                       | は                 | 車     | が                   | 新しい    | です。 |
| ima                      | wa                 | kuruma | ga                   | atarashii | desu.  |
| ahora                    | [marcador de tema] | coche  | [marcador de sujeto] | nuevo     | es.    |
| Ahora el coche es nuevo. |                    |        |                      |           |        |

## Coreano: 는/은
En el coreano, 는 (neun) y 은 (eun) el marcador de tema funciona de forma similar al japonés.  는 (neun) se usa después de las palabras que terminan en vocal y 은 (eun) se usa después de las palabras terminadas en consonante.

## Latín
En el Latín, las preguntas "sí o no" eran doblemente enfatizadas por el tema. El tema estaba en frente, o se colocaba al principio de la oración, y la partícula -ne se adjuntaba como un clítico al final.
| omnisne                       | pecūnia    | dissolūta | est     |
| todo.nom + [marcador de tema] | dinero.nom | perdido   | es/está |
| ¿Está todo el dinero perdido? |            |           |         |

Pero
| estne                         | omnis | pecūnia | dissolūta |
| está + [marcador de tema]     | todo  | dinero  | perdido   |
| ¿Está todo el dinero perdido? |       |         |           |

y
| dissolūtane                   | est  | omnis | pecūnia |
| perdido + [marcador de tema]  | está | todo  | dinero  |
| ¿Está todo el dinero perdido? |      |       |         |

-ne era a veces contraído por n'. Si se adjuntaba a una palabra terminada en -s, la consonante se eliminaba, y la sílaba era acortada.
| vĭn <= vīsne                         | mē           | tēcum           | illō | īre |
| quieres.tú + [marcador de tema]      | yo.acusativo | tú.ablativo+con | allá | ir  |
| ¿Quiéres que yo vaya (allá) contigo? |              |                 |      |     |